# Roberto Zahler
Roberto Zahler Mayanz (22 de septiembre de 1948) es un economista, académico, investigador y consultor chileno de origen judío, expresidente del Banco Central de su país.

## Biografía
Hijo de dos abogados de origen judío que llegaron al país huyendo de la discriminación nazi y la invasión comunista a Europa del Este, estudió en The Grange School de la capital y luego ingeniería comercial en la Universidad de Chile.
Cuando aún era estudiante en la mencionada casa de estudios, entró a trabajar al BC invitado por su profesor, el economista Carlos Massad. Entre 1969 y 1970 trabajó en el Departamento de Estudios junto a Jorge Cauas, Ricardo Ffrench-Davis y Jorge Marshall Silva.
Más tarde postuló a una beca, partiendo en septiembre de 1971 a la Universidad de Harvard donde coincidió con quien más tarde sería su contraparte en el Ministerio de Hacienda, Eduardo Aninat. Insatisfecho por el perfil matemático de la enseñanza en esta universidad, optó luego por emigrar a Chicago, donde tomó contacto con las vertientes monetaristas, obteniendo un magíster y una candidatura a doctorado. En esas circunstancias trabó amistad con el también democratacristiano Juan Villarzú. También de su época de estudiante conserva amistad con Jorge Navarrete Martínez, Jorge Rodríguez Grossi, Mario Fernández y Hugo Lavados, entre otros personeros concertacionistas.
De los Estados Unidos llegó directamente al Departamento de Economía de la Universidad de Chile, donde logró un estrecho vínculo con Andrés Sanfuentes. Allí fue profesor de Ricardo Paredes, Francisco Rosende y Nicolás Eyzaguirre, entre otros destacados economistas.
Entre 1978 y 1989 ocupó diversos cargos en la Comisión Económica para América Latina y el Caribe (Cepal) de las Naciones Unidas, donde su última posición fue la de asesor regional principal en política monetaria y financiera. 

## Paso por el Banco Central

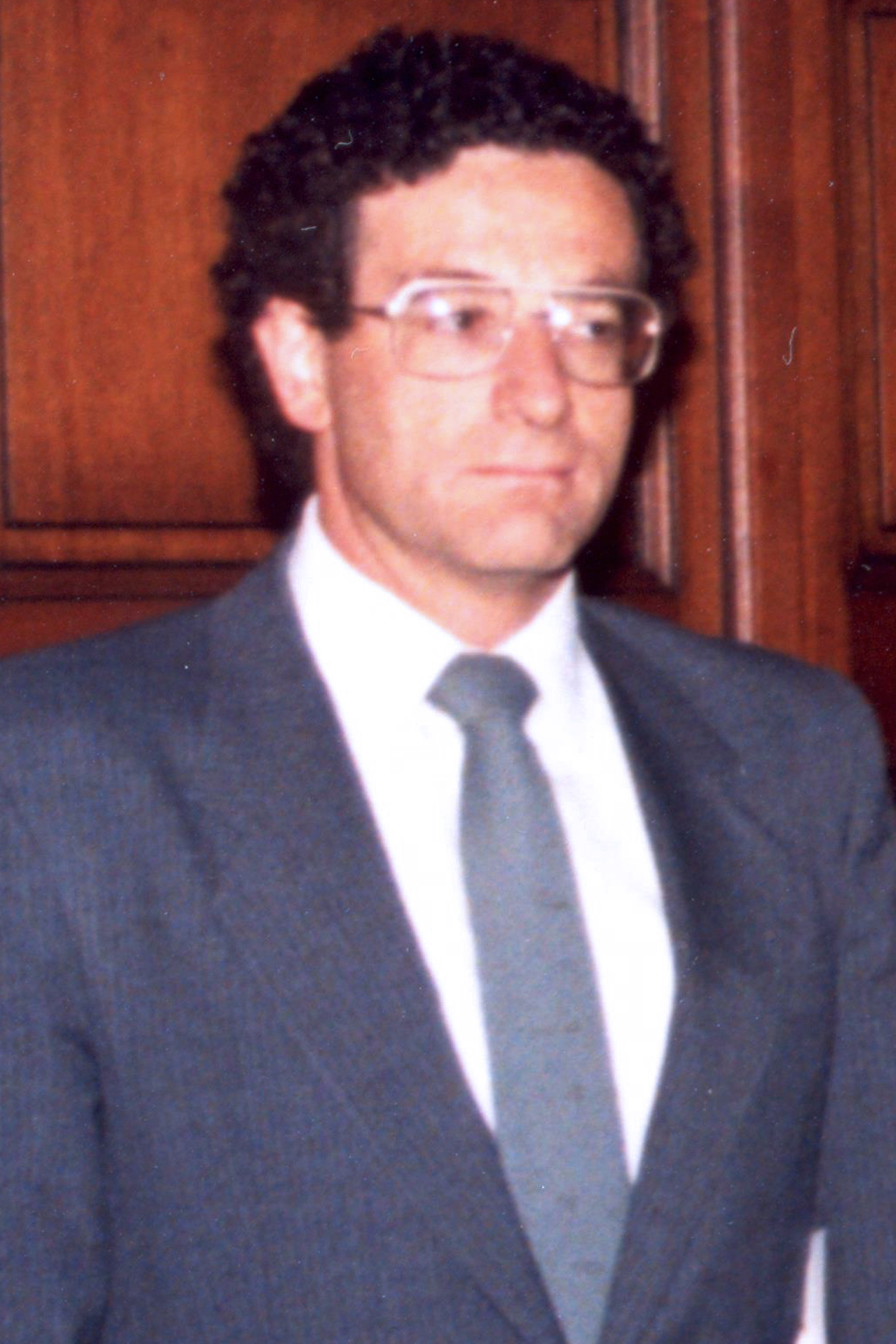
Zahler en 1990.

Tras el triunfo de la opción No que terminó con la dictadura militar del general Augusto Pinochet en el plebiscito nacional de 1988, pasó a formar parte del primer consejo del Banco Central bajo la Ley Orgánica de la República que le concedió plena autonomía al ente.[cita requerida] En marzo de 1990, cuando juró como presidente su camarada Patricio Aylwin, asumió la vicepresidencia del instituto emisor y en diciembre de 1991, tras la salida de Andrés Bianchi, pasó a ocupar la presidencia del mismo.[cita requerida]
En 1996, estando ya en el Gobierno Eduardo Frei Ruiz-Tagle, entró en conflicto con el ministro de Hacienda de la época, Eduardo Aninat, quien no coincidía con Zahler en cuanto a que el déficit de la cuenta corriente de la balanza de pagos debía ser acotado. Comenzaron entonces a producirse importantes roces con el ministro, quien tampoco era partidario de mantener el encaje. No obstante, el punto que desencadenó su salida fue la discordia con el Consejo (integrado además por Pablo Piñera, Jorge Marshall, Alfonso Serrano y María Elena Ovalle) respecto al monto con que el Banco de Chile debía compensar al Central las pérdidas que generaron al instituto emisor las anticipadas capitalizaciones de dividendos de abril de 1995. Así, mientras el equipo del BC dedicado a este tema estimaba que la indemnización debía ser de 70 millones de dólares, un informe encargado por Marshall y Piñera a un equipo externo compuesto por José Cox, Sergio de la Cuadra y Joaquín Vial señalaba que la suma era de 14 millones. Zahler intentó ganar adeptos para su postura, pero Hacienda y la mayoría de los consejeros se cuadraron con la segunda cifra, por lo que presentó su renuncia el 27 de junio.

## Actividad privada
Tras su salida del Estado fundó en el año 2000, junto a Patricio Rojas, la firma consultora Zahler & Co, desde donde asesoró en materia macroeconómica y financiera a diferentes entidades públicas y privadas.
Fue director del Banco Santiago entre septiembre de 1999 y agosto de 2002. Entre 1999 y 2000, ocupó diversos cargos en el Fondo Monetario Internacional (FMI): fue profesor visitante en el Departamento de Investigaciones, miembro del Quota Formula Review Group (QFRG) y director de The Five Arrows Chile Investment Trust.
También ha sido parte del directorio de Siemens-Chile, del Consejo Asesor del Deustche Bank Americas Bond Fund (Nueva York), además del directorio del Banco Santander Chile y miembro del Non-G-7 Eminent Persons Group para la nueva arquitectura del sistema financiero internacional y del Comité Latinoamericano de Asuntos Financieros (CLAAF).
Entre 1998 y 2000, además, fue miembro del Comité Conjunto de Remuneraciones (JRC) de los Directores Ejecutivos y Alternos del Banco Mundial y del FMI. 
Consultor del Banco Mundial, del Banco Interamericano de Desarrollo (BID), del Banco Internacional de Pagos de Basilea (BIS), Fondo Monetario Internacional (FMI) y del Programa Regional de Empleo para América Latina y el Caribe (Prealc).